# Playing with My Heart
Playing with My Heart è il secondo album dei 49ers, pubblicato dall'etichetta discografica Island Records nel 1992.
Fu anticipato l'anno prima dal singolo Move Your Feet, cui fecero seguito Got to Be Free, The Message e, nel 1993, Everything e Keep Your Love.
Got to Be Free e The Message raggiunsero le classifiche dei più venduti di USA e Regno Unito.

## Tracce
1. Move Your Feet (Overture) 1:52
2. Got To Be Free 4:32
3. The Message 4:24
4. Every Beat of My Heart 4:29
5. Take Time 4:37
6. Knock at Cage of Love 5:33
7. Move Your Feet 3:47
8. Wild Town 4:34
9. Keep Your Love 4:19
10. Everything 4:11
11. Walking Down 4:21